# Paral·lel 35° sud
El paral·lel 35° sud és una línia de latitud que es troba a 35 graus sud de la línia equatorial terrestre. Travessa l'oceà Atlàntic, l'Oceà Índic, l'Australàsia, l'Oceà Pacífic i Amèrica del Sud.
En aquesta latitud el sol és visible durant 14 hores, 31 minuts durant el solstici d'hivern i 9 hores, 48 minuts durant el solstici d'estiu.

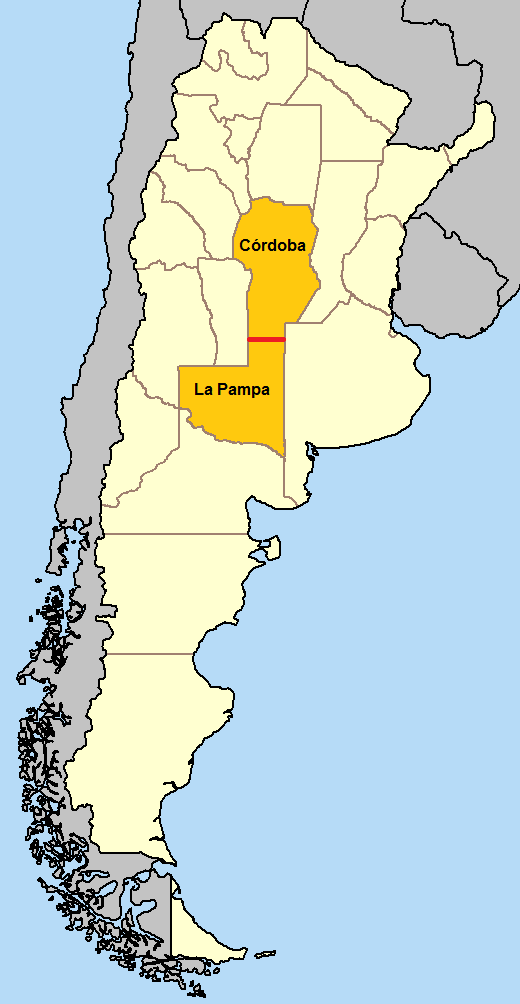
A Argentina, el paral·lel 35° sud defineix la frontera entre Córdoba i La Pampa.

## Geografia
En el sistema geodèsic WGS84, al nivell de 35° de latitud sud, un grau de longitud equival a 91,287 km; la longitud total del paral·lel és de 32.864 km, que és aproximadament 82,0% de la de l'equador, del que es troba a 3.875 km i a 6.127 km del pol Sud

## Arreu del món
A partir del Meridià de Greenwich i cap a l'est, el paral·lel 35° sud passa per: 
| Coordenades                               | País. Territori o mar | Notes |
| ----------------------------------------- | --------------------- | --- |
| 35° 0′ S, 0° 0′ E / 35.000°S,0.000°E      | Oceà Atlàntic         | |
| 35° 0′ S, 20° 0′ E / 35.000°S,20.000°E    | Oceà Índic            | Passa al sud de Cap Agulhas, Sud-àfrica                                                                                 |
| 35° 0′ S, 116° 28′ E / 35.000°S,116.467°E | Austràlia             | Austràlia Occidental |
| 35° 0′ S, 118° 12′ E / 35.000°S,118.200°E | Oceà Índic            | |
| 35° 0′ S, 135° 56′ E / 35.000°S,135.933°E | Austràlia             | Austràlia Meridional - Península d'Eyre i Thistle Island                                                                |
| 35° 0′ S, 136° 10′ E / 35.000°S,136.167°E | Golf de Spencer       | |
| 35° 0′ S, 136° 58′ E / 35.000°S,136.967°E | Austràlia             | Austràlia Meridional – Península de Yorke                                                                               |
| 35° 0′ S, 137° 45′ E / 35.000°S,137.750°E | Golf Saint Vincent    | |
| 35° 0′ S, 138° 30′ E / 35.000°S,138.500°E | Austràlia             | Austràlia Meridional - Passa al sud d'Adelaide Victòria Nova Gal·les del Sud                                            |
| 35° 0′ S, 150° 47′ E / 35.000°S,150.783°E | Oceà Pacífic          | Mar de Tasmània |
| 35° 0′ S, 173° 9′ E / 35.000°S,173.150°E  | Nova Zelanda          | Illa del Nord |
| 35° 0′ S, 173° 57′ E / 35.000°S,173.950°E | Oceà Pacífic          | |
| 35° 0′ S, 72° 11′ O / 35.000°S,72.183°O   | Xile                  | |
| 35° 0′ S, 70° 21′ O / 35.000°S,70.350°O   | Argentina             | El paral·lel defineix la frontera entre Córdoba i La Pampa                                                              |
| 35° 0′ S, 57° 35′ O / 35.000°S,57.583°O   | Oceà Atlàntic         | Estuari del Riu de la Plata - Passa al sud de Montevideo, Uruguai · Passa entre Punta del Este i Isla de Lobos, Uruguai |